# Antologia da BD Clássica
A Antologia da BD Clássica foi uma série de clássicos de banda desenhada publicada pela editora livreira portuguesa Editorial Futura.
A série foi constituída por 22 volumes e foi editada entre os anos de 1982 e 1988.